# Son Lux
I Son Lux sono un gruppo musicale post-rock/electronica statunitense.

## Storia del gruppo
Il gruppo, creato da Ryan Lott nel 2008 come progetto solista con la pubblicazione dei primi tre album sotto tale nome, si è poi espanso nel 2015 con l'aggiunta di Rafiq Bhatia e Ian Chang e l'uscita  del quarto album Bones. Il quinto album della band, Brighter Wounds, è stato pubblicato nel 2018.
Nel 2022, la band ha composto la colonna sonora del film Everything Everywhere All at Once. La colonna sonora di 49 tracce è stata pubblicata l'8 aprile 2022 e include collaborazioni con Mitski, David Byrne, André 3000 che suona il flauto, Randy Newman, Moses Sumney e altri.

## Formazione

### Formazione attuale
- Ryan Lott - produttore, compositore, tastiere, voce (2008 - presente)
- Rafiq Bhatia - chitarra, produttore, compositore (2015 - presente)
- Ian Chang - batteria, produttore, compositore (2015 - presente)

## Discografia

### Albums
- At War with Walls & Mazes (2008)
- We Are Rising (2011)
- Lanterns (2013)
- Original Music From And Inspired By: The Disappearance Of Eleanor Rigby (2014)
- Bones (2015)
- Brighter Wounds (2018)
- Tomorrows I (2020)
- Tomorrows II (2020)
- Tomorrows III (2021)
- Everything Everywhere All At Once (Original Motion Picture Soundtrack) (2022)
- Thunderbolts* (Original Motion Picture Soundtrack) (2025)

### EPs
- Weapons (2010)
- Alternate Worlds (2014)
- Stranger Forms (2016)
- Remedy (2017)
- Dream State (2018)

## Riconoscimenti
- Premi Oscar
  - 2023 – Candidatura per la migliore colonna sonora per Everything Everywhere All At Once[3][4]
- Premi BAFTA
  - 2023 – Candidatura per la migliore colonna sonora per Everything Everywhere All At Once[5][6]